# Pterocheilus wollmanni
Pterocheilus wollmanni är en stekelart som beskrevs av Kostylev 1940. Pterocheilus wollmanni ingår i släktet palpgetingar, och familjen Eumenidae. Inga underarter finns listade i Catalogue of Life.